# Останній дон
«Останній дон» (англ. The Last Don) — роман Маріо П'юзо, американського письменника, насамперед відомого завдяки роману «Хрещений батько». Роман розповідає про вже літнього дона мафії та його родину, які намагаються зберегти свій вплив і контроль.
Події роману відбуваються у світі кіноіндустрії та казино на Лас-Вегас-Стріп, показуючи зв'язки американської мафії з цими двома світами.
1997 року роман «Останній Дон» екранізовано в однойменний телесеріал. Продовження міні-серіалу під назвою «Останній Дон II» вийшло в 1998 році.

## Сюжет
Дон Доменіко Клерікуціо, літній бос мафії, хоче, щоб його сім'я покинула злочинний світ і стала частиною американського суспільства. Через двадцять п'ять років його онук Данте та племінник Кросіфіссо «Крос» Де Лена живуть своїм життям, а вісімдесятирічний Дон уже майже на пенсії. Кросc, який володіє більшим пакетом акцій казино в Лас-Вегасі, має стати твердою рукою родини. Однак, коли він відмовляється вбити давнього друга, Данте стає єдиним «міцним чолов'ягою» у сім'ї. Керуючись бажанням до влади та до кровопролиття, Данте вирішує знищити своїх родичів, вбачаючи в них перешкоду на шляху до цілковитої влади. Данте наказує здійснити замах на батька Кросса, Піппі Де Лена, який раніше ліквідував родину Сантадіо. Джиммі, член родини Сантадіо, одружився з донькою дона Клерікуціо, Роуз Марі, і мав сина Данте, перш ніж усю його сім'ю убили. Ця подія призвела до того, що мати Данте втратила здоровий глузд. Потрапивши у чорний список, Кросс влаштовує Данте пастку. Попри те, що він виступив проти родини, Кросс з подивом дізнається, що йому вдалось уникнути вендети дона, його помилували й засудили лише до вигнання. Згодом він відновлює свій роман з акторкою Афіною Аквітан. Наприкінці також з'ясовується, що дон Клерікуціо очікував на такий результат із самого початку, включаючи смерть свого онука, щоб забезпечити довготривале виживання своєї сім'ї.

## Екранізація
Роман «Останній дон» став основою для однойменного телесеріалу 1997 року за сценарієм Джойс Еліасон. Головні ролі виконали: Джо Мантенья, Денні Аєлло та Деріл Ганна. 1998 року вийшло продовження «Останній Дон II», у якому Кросс повертається з вигнання, щоб неохоче очолити родину Клерікуціо після смерті дона
.

## Переклад українською
Перший український переклад роману вийшов на сторінках журналу «Всесвіт» («Останній дон» (1997 № 11-12)) у перекладі Анатолія Онищенка і Петра Таращу.